# Liriomyza gayi
Liriomyza gayi este o specie de muște din genul Liriomyza, familia Agromyzidae, descrisă de Porter în anul 1915. Conform Catalogue of Life specia Liriomyza gayi nu are subspecii cunoscute.